# Edgars Rinkēvičs
Edgars Rinkēvičs (Jūrmala, 21 settembre 1973) è un politico lettone, Presidente della Lettonia dall'8 luglio 2023. Inoltre, dal 21 ottobre 2011 al 7 luglio 2023 è stato ministro degli esteri della Lettonia.

## Biografia
Ha studiato al liceo di Jūrmala, prima di conseguire una laurea in Storia e Filosofia presso l'Università della Lettonia (1995). Successivamente ha conseguito un master in scienze politiche nel 1997, seguito da un altro master presso l'Università di Groninga nei Paesi Bassi.
Nel 1993, ha iniziato a lavorare come giornalista alla Radio Lettone curando i rapporti di politica estera e relazioni internazionali. Nel 1995 ha assunto un incarico presso il Ministero della Difesa, diventando l'anno successivo Direttore del suo dipartimento interno. Nel maggio 1997 è diventato Vice Segretario di Stato per la politica di difesa, e successivamente Segretario di Stato.
Tra il 1998 e il 2004, Rinkēvičs è stato membro del partito politico Via Lettone. Nel febbraio 1998 è stato coinvolto nella discussione sulla Carta di partenariato tra Stati Uniti d'America e Repubbliche baltiche; e dal 2002 al 2003 è stato membro della delegazione lettone che ha negoziato l'adesione alla NATO (vice capo delegazione).
Nel 2011 è stato nominato capo della cancelleria del presidente della Lettonia. Nell'ottobre dello stesso anno, Rinkēvičs è entrato a far parte del governo di Valdis Dombrovskis come ministro degli affari esteri. Nel gennaio 2012, il suo partito ha formalmente stipulato un'alleanza di governo con il Partito della Riforma.
Nel 2014 si è stato candidato alle elezioni parlamentari ed ha ottenuto un seggio in parlamento. È stato confermato come ministro degli affari esteri nel secondo governo di Laimdota Straujuma.
Il 6 novembre 2014, ha annunciato pubblicamente sul suo profilo Twitter di essere omosessuale. Questo lo ha reso il primo politico in Lettonia ad annunciare di essere gay, nonché il politico apertamente gay più in vista in uno stato dell'ex blocco sovietico all'epoca.
È stato in seguito confermato come ministro degli affari esteri nei gabinetti di Māris Kučinskis (2016-19) e Arturs Krišjānis Kariņš (dal 2019).
Eletto Presidente della Lettonia il 31 maggio 2023, è entrato in carica l'8 luglio. È così divenuto il primo capo di stato apertamente gay del Paese e dell'Unione Europea.

### Posizioni politiche
Ha espresso il proprio favore alla notizia dell'istituzione di piene relazioni diplomatiche tra gli Stati di Israele e Bahrein.
Ha espresso profonda preoccupazione per l'escalation delle ostilità nella regione contesa del Nagorno-Karabakh e ha invitato Armenia e Azerbaigian a durante il conflitto nell'Artsakh del 2020 è intervenuto chiedendo di interrompere immediatamente i combattimenti e progredire verso una risoluzione pacifica.